# Ayanami (contratorpedeiro de 1929)
O Ayanami (綾波) foi um navio contratorpedeiro operado pela Marinha Imperial Japonesa e a décima primeira embarcação da Classe Fubuki. Sua construção começou em janeiro de 1928 nos estaleiros da Fujinagata em Osaka e foi lançado ao mar em outubro de 1929, sendo comissionado na frota japonesa em abril do ano seguinte. Era armado com seis canhões de 127 milímetros e nove tubos de torpedo de 610 milímetros, tinha um deslocamento de pouco mais de duas mil toneladas e conseguia alcançar uma velocidade máxima de 38 nós (setenta quilômetros por hora).
O Ayanami passou seus primeiros anos de serviço sem incidentes. Ele deu cobertura para desembarques em Xangai e Hangzhou na Segunda Guerra Sino-Japonesa. Já na Segunda Guerra Mundial, a embarcação participou das invasões da Malásia e Sumatra e então da Batalha de Midway. Com a invasão norte-americana de Guadalcanal, o Ayanami participou da Batalha das Salomão Orientais e de operações do "Expresso de Tóquio". O navio foi afundado em 15 de novembro de 1942 na Segunda Batalha Naval de Guadalcanal depois de ser alvejado pelo couraçado USS Washington.